# Заслуженный врач Украины
«Заслу́женный врач Украи́ны» (укр. «Заслу́жений лікар України») — государственная награда Украины — почётное звание Украины, которым награждает президент Украины соответственно закону Украины «О государственных наградах Украины». Согласно положению о почётных званиях Украины от 29 июня 2001 года это звание присваивается:
врачам учреждений и заведений здравоохранения, социального обеспечения за значительные успехи в медицинской практике, подготовку высококвалифицированных врачебных кадров.

## См.также
Награды Украины

## Ресурсы интернета
- Закон України «Про державні нагороди України» (укр.). Дата обращения: 24 июня 2012.
- Указ президента України «Про почесні звання України» (укр.). Дата обращения: 24 июня 2012.